# Совјет
Совјет (рус. совет — „савет”) изворно је био раднички савет (радничко веће) у касним данима Царске Русије.
Касније су Совјети (рус. советы) били представнички органи власти у Совјетској Русији и неким другим државама од 1917. до 1922. године, а од 1922. до 1991. у Совјетском Савезу.

## Историјат
Према званичној совјетској историографији, први Совјет био је основан током Руске револуције у мају 1905. године у Ивановско-Вознесенској области за време великог штрајка 40.000 радника.
У својим мемоарима Волин (руски анархиста и револуционар Всеволод Михаилович Ејхенбаум) тврди да је лично присуствовао оснивању Совјета у Санкт Петербургу у јануару, 1905. године. Совјети су касније преобликовани од стране бољшевика, као основне организационе јединице друштва и државе.
Изворно, Совјети су били широк фронт директне демократије. Руски марксисти учинили су их инструментом борбе против државне власти Александра Керенског, тако да је између Фебруарске и Октобарске револуције Петроградски Совјет био најмоћнија политичка снага у земљи.
Поклич Сва власт совјетима (рус. Вся власть советам), био је борбени позив против Руске привремене владе коју је водио Александар Керенски. Овај поклич почели су да користе и неки други марксистичко-лењинистички покрети, као Комунистичка партија Кине у Кинеској Совјетској Републици пред Дуги марш.
По доласку бољшевика на власт, совјети су се проширили на свако орган који би било састављен од совјетских представника како по хијерархијској структури тако и по републичком принципу територијалне поделе земље. На врху те пирамиде совјетске власти био је Врховни Совјет (рус. Верховный Совет) који је основан новембра 1922. године.
Учвршћивањем совјетске власти и локални државни органи названи су совјети, са придевима који би означавали административни ниво, касније се усталило краћење тих назива, тако је: горсовет (рус. городские совет — „градски савет”), райсовет (рус. районный совет — „савет месне заједнице”), сельсовет (рус. сельский совет — „сеоски савет”).

## Називи
У појединим републикама Совјетског Савеза, совјет је носио другачије (национално) име.
- Украјина: рада; Белорусија: савет; Узбекистан: совет; Казахстан: совет/кеңес; Азербејџан: совет; Литванија: taryba; Молдавија: совиет; Летонија: padome; Киргизија: совет; Естонија: nõukogu.